# Berliner Siedlungsstern
Als Berliner Siedlungsstern wird die planerische Grundlage der Umlandentwicklung Berlins, des sogenannten Speckgürtels, bezeichnet. Der Name Siedlungsstern spielt dabei auf die strahlen- bzw. sternförmige Ausbreitung von Siedlungen von Berlin im brandenburgischen Umland an.

## Entstehung und Charakteristika
Die Metropolregion Berlin-Brandenburg wächst nicht gleichförmig, sondern besitzt eine Gebietskulisse. Die Ausbreitung von Siedlungen und die Entwicklung von Umlandgemeinden rund um Berlin geschieht viel mehr durch eine gesteuerte Planung die im Landesentwicklungsplan zwischen Berlin und Brandenburg festgehalten ist. Neue Wohngebiete dürfen diesem Plan und der Systematik des Siedlungssterns nach nur entlang der Schienenstränge der S-Bahn und der Regionalbahn entstehen. Die dazwischenliegenden Gebiete sollen als Freiräume und weniger verdichtete Gebiete erhalten bleiben.
Die im Jahr 2019 vorgestellte gemeinsame Landesplanung für Berlin und Brandenburg erweitert den Siedlungsstern um zwei Spitzen – im Norden nach Wandlitz, im Osten nach Werneuchen.

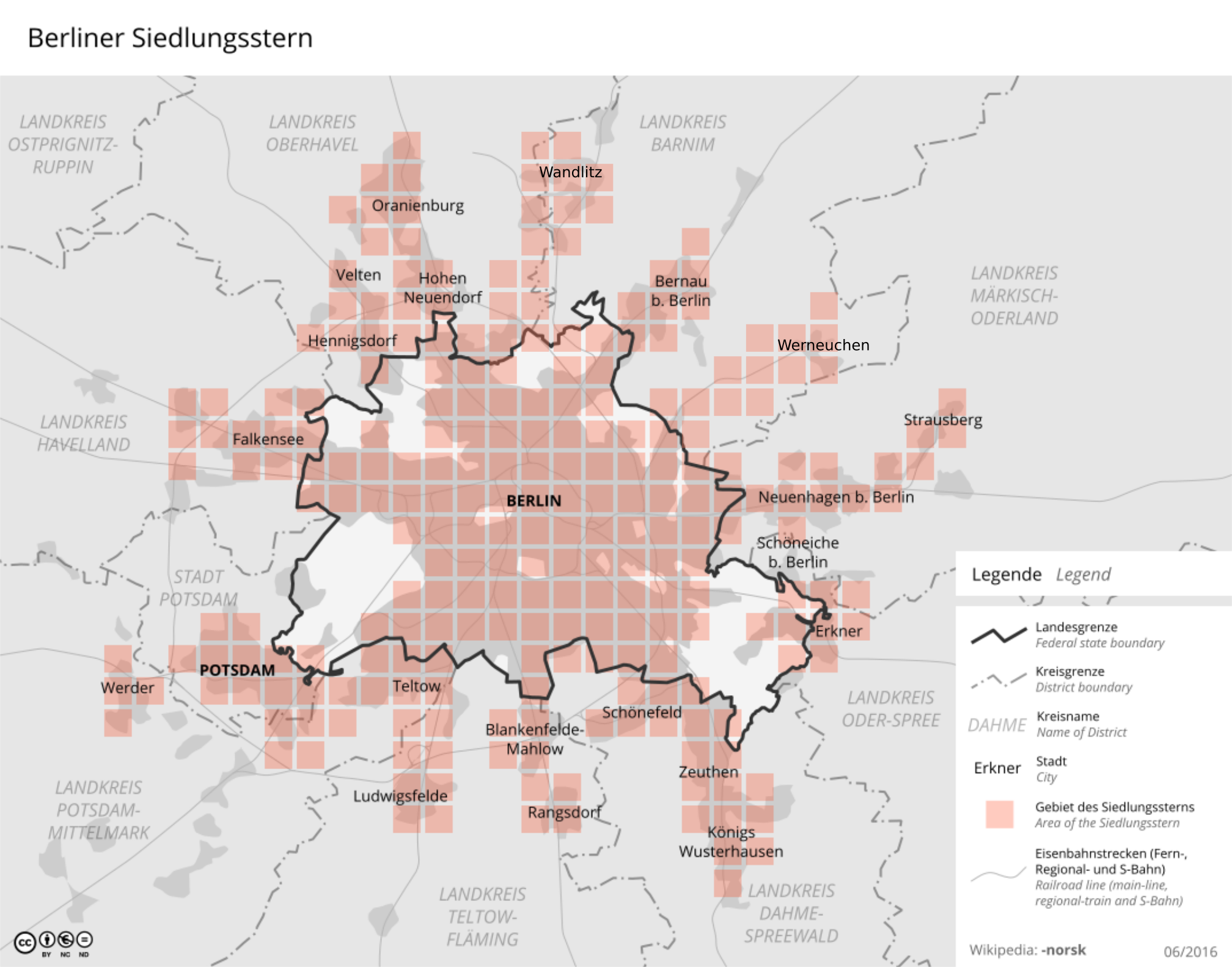
Gebiet des Berliner Siedlungssterns (2019)

Innerhalb des Siedlungssterns liegen u. a. folgende Städte und Orte (Stand: 2020):
| Ort                   | Landkreis          | Einwohnerzahl1) |
| --------------------- | ------------------ | --------------- |
| Potsdam               | Kreisfreie Stadt   | 180.334         |
| Oranienburg           | Oberhavel          | 44.862          |
| Falkensee             | Havelland          | 43.994          |
| Bernau bei Berlin     | Barnim             | 40.031          |
| Königs Wusterhausen   | Dahme-Spreewald    | 37.639          |
| Blankenfelde-Mahlow   | Teltow-Fläming     | 27.939          |
| Teltow                | Potsdam-Mittelmark | 26.902          |
| Ludwigsfelde          | Teltow-Fläming     | 26.800          |
| Strausberg            | Märkisch-Oderland  | 26.853          |
| Werder (Havel)        | Potsdam-Mittelmark | 26.412          |
| Hennigsdorf           | Oberhavel          | 26.345          |
| Hohen Neuendorf       | Oberhavel          | 26.283          |
| Wandlitz              | Barnim             | 23.127          |
| Neuenhagen bei Berlin | Märkisch-Oderland  | 18.657          |
| Schönefeld            | Dahme-Spreewald    | 16.270          |
| Velten                | Oberhavel          | 12.179          |
| Erkner                | Oder-Spree         | 11.856          |
| Wildau                | Dahme-Spreewald    | 10.404          |
| Werneuchen            | Barnim             | 9.162           |

1) Einwohnerzahlen aus den jeweiligen Wikipedia-Artikeln übernommen

## Argumente für den Siedlungsstern
- Städte und Gemeinden entlang der Bahntrassen verfügen in der Regel bereits über Bahnhöfe der Regional- und/oder S-Bahn.
- Eine Konzentration auf die bereits verdichteten Gebiete entlang der Schienenstränge wirkt der weiteren Zersiedelung des Berliner Umlands entgegen.
- Vorhandene Infrastruktur wird besser genutzt.

## Argumente gegen den Siedlungsstern
- Die Entwicklung von Orten abseits der Schienenstränge gelegenen Gebiete wird (künstlich) ausgebremst.
- Die Bevölkerungsdichte innerhalb des Siedlungssterns nimmt weiter zu, während sie in den weiter entfernten Gebieten eher stagniert.